# Пирометр (завод)
Откры́тое акционе́рное о́бщество «Пиро́метр» — промышленное предприятие Санкт-Петербурга. Основано в 1929 году. Специализируется на выпуске авиационных приборов, систем автоматического управления и пилотажно-навигационных комплексов. Занимается опытно-конструкторскими разработками по изделиям для новых моделей самолётов Су и МиГ. Участник Международной финансово-промышленной группы «Оборонительные системы», в рамках которой производит комплектующие для зенитно-ракетных систем С-300.
Производит также микродвигатели внутреннего сгорания для авиамоделей, бытовые водоочистители, пневматические ружья для подводной охоты.

## История предприятия
Ещё в начале Первой мировой войны при Петроградском электротехническом институте была организована мастерская по ремонту термоэлектрических приборов, гальванометров и термопар. В 1929 году на базе этой мастерской, ставшей к тому времени трудовой артелью «Прэп», был создан завод «Теплоэлектроприбор». Производство было переведено в корпуса Пожарных мастерских на улице Скороходова (теперь Большой Монетной) на Петроградской стороне.
Перед Великой Отечественной войной завод начал выпускать приборы для нужд авиации. Во время ленинградской блокады завод работал, выполняя заказы Ленинградского фронта, выпуская, в частности, реактивные установки М-8 (малогабаритные «катюши») и арбалеты для метания бутылок с зажигательной смесью.
После войны «Пирометр» стал постепенно осваивать наукоемкие изделия: автопилоты, системы автоматического управления для военной и гражданской авиации, приборы для пилотируемых космических аппаратов и для нужд ПВО.

### История переименования
- 1929—1932 — завод «Термоэлектроприбор»
- 1932—1937 — завод «Пирометр»
- 1937—1966 — завод № 218
- 1966—1992 — завод «Пирометр»
- 1992—1993 — АОЗТ «Пирометр»
- С 1993 — ОАО «Пирометр»

## Адрес предприятия
197101, Санкт-Петербург, Большая Монетная ул., 16.